# 格拉斯哥塔
格拉斯哥塔（英語：Glasgow Tower）是英國蘇格蘭格拉斯哥克萊德河南岸的一座塔，是格拉斯哥科學中心複合體的一部份，也是蘇格蘭最高的塔。但因為設計問題，截至2013年，大多數時候這座建築都不開放。

## 描述
格拉斯哥塔高127（417英尺），現是蘇格蘭最高的塔，並且保持著世界最高旋轉360度的塔的吉尼斯紀錄。整個建築都依賴於一個直徑65（26英寸）的止推軸承，並不與地基相連。通過計算機操縱，可以使建築轉體適應風向。格拉斯哥塔有兩個電梯，容量分別爲12人，此外也有共523階的緊急消防樓梯。
2001年建成時格拉斯哥塔是僅次於因弗基普發電站的第二高塔。其觀景台的高度為105（344英尺），並沒有連續的樓層。

## 歷史
自建造以來，格拉斯哥塔就因為其安全和其他工程問題備受詬病，以至於還錯過了2001年伊莉莎白二世預定為其舉行的開幕式。尼日利亞產的止推軸承導致的問題使得格拉斯哥塔不得不在2002年2月至2004年8月間關閉。重开之後不久，就在2005年1月20日發生了10名電梯乘客因事故被困的事故，五小時後乘客們才被成營救出來。不過格拉斯哥塔因此再次關閉，直至2006年12月21日重新開張。
2010年8月由於“原設計導致的技術問題”而再度關閉。2013年6月，格拉斯哥塔的官方網站聲稱“由於在接受維護和修理，這座塔目前不對公眾開放”。2014年7月再度開放，并將開放時間限定到每年的四月到十月間。

## 設計

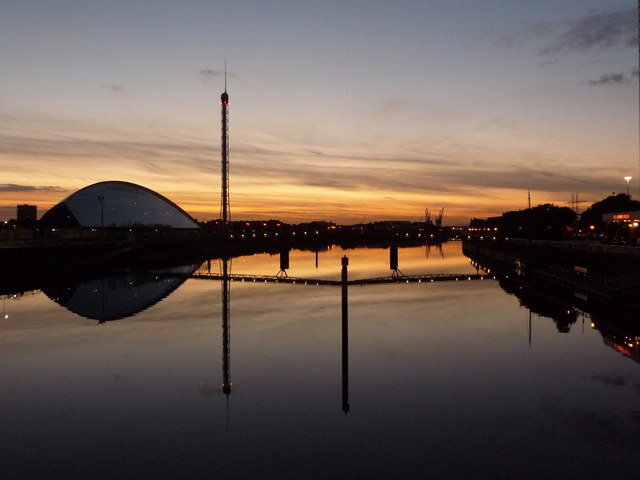
格拉斯哥塔和格拉斯哥科學中心

該塔的形狀是模仿機翼而建的。最初的建築師是理查德·霍爾登（Richard Horden），工程設計則由Buro Happold來完成。但施工開始后建造計劃被轉移給了一家格拉斯哥建築公司。最終格拉斯哥塔的建造花去了1000萬英鎊，承包商是Carillion。但因為建築的品質問題，格拉斯哥市議會已對該承包商提起訴訟。

## 外部連結
- Official website （页面存档备份，存于）
- Photographs taken from the tower and of the tower